# Dover and Winnipiseogee Railroad
Die Dover and Winnipiseogee Railroad ist eine ehemalige Eisenbahngesellschaft in New Hampshire (Vereinigte Staaten). Sie wurde zuerst am 2. Juli 1839 gegründet, begann jedoch nicht mit dem Bau einer Eisenbahn und wurde wieder aufgelöst. Stattdessen wurde am 2. Juli 1847 die Cocheco Railroad (teilweise Cochecho Railroad) gegründet, die die Strecke von Dover bis zur Hauptstrecke der Boston, Concord and Montreal Railroad am Lake Winnipiseogee errichten wollte. Der Bau der normalspurigen Strecke begann im Sommer 1848 und 1851 konnte der 45,2 Kilometer lange Abschnitt bis Alton Bay eröffnet werden. Der Weiterbau unterblieb aus finanziellen Gründen und wurde erst Jahrzehnte später durch die Lake Shore Railroad ausgeführt.
Die Bahngesellschaft ging 1861 in Konkurs und am 1. Juli 1862 wurde die Cocheco Railroad in Dover and Winnipiseogee Railroad umgegründet. Die Boston and Maine Railroad pachtete die Bahn ab dem 1. November 1863 für 50 Jahre und kaufte sie Anfang 1892 endgültig auf. Die Bahngesellschaft wurde daraufhin aufgelöst. Die Bahnstrecke Dover–Alton Bay ist seit 1995 vollständig stillgelegt.